# Hjelmeland
Hjelmeland er en kommune i Rogaland fylke i Norge. Den grænser i nord til Suldal, i øst til Bykle, i syd til Forsand og Strand, og i vest til Finnøy. Kommunens administration ligger i byen Hjelmelandsvågen.
59°11′36″N 6°11′58″Ø / 59.19333°N 6.19944°Ø